# Ockert Booyse
Pas d'image ? Cliquez ici

a Compétitions nationales et continentales officielles uniquement.

Dernière mise à jour le 5 septembre 2017.
Ockert Booyse, né le 25 octobre 1973, est un joueur sud-africain de rugby, qui a notamment évolué avec le  Biarritz olympique, au poste de deuxième ligne (2,02 m pour 117 kg).

## Carrière
Ockert Booyse a disputé sept matchs de Coupe d'Europe de rugby  avec le Biarritz olympique. Il a joué aussi dix-sept matchs de Challenge européen de rugby ou de Bouclier européen avec ses précédentes équipes.
En juin 2005, il est sélectionné avec les Barbarians français pour aller défier la Western Province à Stellenbosch en Afrique du Sud. Les Baa-Baas s'inclinent 22 à 20.

## Palmarès
- Champion de France : 2005, 2006
- Finaliste de la Heineken Cup : 2006
- Demi-finaliste de la Heineken Cup : 2005